# Zenobianopsis rotundicauda
Zenobianopsis rotundicauda är en kräftdjursart som beskrevs av Oleg Grigor'evich Kussakin 1967. Zenobianopsis rotundicauda ingår i släktet Zenobianopsis och familjen Holognathidae. Inga underarter finns listade i Catalogue of Life.